# Brothers from the Sea
Brothers from the Sea er en dansk dokumentarfilm fra 2004 instrueret af Boris Benjamin Bertram.